# PLUM A&C
PLUM A&C（韓語：플럼에이앤씨），為一家韓國演藝經紀公司。成立於2017年3月13日，首批旗下藝人為任時完、姜素拉與閔孝琳。2021年6月被影視製作公司Studio Sky（韓語：스튜디오스카이）以合作的方式併購，爾後Studio Sky改名為STUDIO plum（韓語：스튜디오플럼）。
2025年8月14日，原公司代表理事劉銀淑（韓語：유은숙）自行創立studio UHoo（韓語：스튜디오 유후），原旗下藝人除了任時完不續約外，姜素拉、金賢淑、金東旭、崔燦豪、權海成、尹智敏、李在源皆一同加入新公司。

## 旗下藝人

### 男演員
- 李政憲[9]（2022年1月—）
- 鄭諸鉉（정제현）[10]（2025年3月—）

### 女演員
- 閔孝琳[3]（2017年4月—）
- 林善宇（朝鲜语：임선우）[11]（2021年1月—）
- 劉多仁[12]（2022年5月—）
- 金漢娜（김한나）[13]（2022年8月—）

### 播音員
- 李惠成[14]（2024年1月—）

## 過往藝人
- 秋葉里枝（2018年9月—2024年）[15]
- 趙勝淵（2018年9月—2024年）[15]
- 朴鐘煥（2019年5月—2023年）[16]
- 朴珠熙（朝鲜语：박주희 (1987년)）（2020年3月—2023年）[17]
- 金素辰（2020年11月—2023年4月）[18]
- 禹智翰（2021年9月—2023年）[19]
- 柳仁英（2022年4月—2024年）[20]
- 全惠妍（2022年7月—2023年）[21]
- 趙裕河（조유하）（2022年9月—2023年）[22]
- 金亞中（2023年6月—2025年5月）[23]
- 任時完（2017年4月—2025年8月14日）[3][24][7]
- 姜素拉（2017年4月—2025年8月14日）[3][25][8]
- 崔燦豪（2019年9月—2025年8月14日）[26][8]
- 李在源（2022年5月—2025年8月14日）[27][8]
- 尹智敏（2022年7月—2025年8月14日）[28][8]
- 金賢淑（2022年12月—2025年8月14日）[29][8]
- 權海成（2024年6月—2025年8月14日）[30][8]
- 金東旭（2025年2月—2025年8月14日）[31][8]

## 外部連結
- 官方网站
- PLUM A&C官方facebook
- PLUM A&C官方Instagram  （页面存档备份，存于）
- PLUM A&C官方YouTube （页面存档备份，存于）
- PLUM A&C的NAVER Blog
- NAVER上搜尋PLUM A&C